# ديفيد لويل ريتش
ديفيد لويل ريتش (بالإنجليزية: David Lowell Rich)‏ هو منتج أفلام ومخرج أمريكي، ولد في 31 أغسطس 1923 في نيويورك في الولايات المتحدة، وتوفي في 21 أكتوبر 2001 في رالي في الولايات المتحدة.

## وصلات خارجية
- ديفيد لويل ريتش على موقع IMDb (الإنجليزية)
- ديفيد لويل ريتش على موقع ألو سيني (الفرنسية)
- ديفيد لويل ريتش على موقع أول موفي (الإنجليزية)
- ديفيد لويل ريتش على موقع قاعدة بيانات الأفلام السويدية (السويدية)
- ديفيد لويل ريتش على موقع إن إن دي بي (الإنجليزية)
- ديفيد لويل ريتش على موقع قاعدة بيانات الفيلم (الإنجليزية)
- ديفيد لويل ريتش على موقع كينوبويسك (الروسية)